# Uppehållstillstånd i Sverige
| Antal årligen beviljade uppehållstillstånd i Sverige 1980-2019 | |
| --- | --- |
| \| \| Diagrammet är tillfälligt inaktiverat. Grafer inaktiverades den 18 april 2023 på grund av programvaruproblem. Arbete pågår för att ta fram ett nytt verktyg. \| Källa: Migrationsverket | |
| Information | Diagrammet är tillfälligt inaktiverat. Grafer inaktiverades den 18 april 2023 på grund av programvaruproblem. Arbete pågår för att ta fram ett nytt verktyg. |

Uppehållstillstånd i Sverige innebär att en person har tillstånd att resa in i och bo i Sverige under en viss tid. Uppehållstillståndet skall ha utverkats före inresan till Sverige (dock ska asylsökande tvärtom befinna sig i Sverige för att få ansöka, annars uppmanas de söka asyl i det första asylland de kommer till). Uppehållstillstånd i Sverige är antingen tillfälliga ("TUT") eller permanenta ("PUT"). I Sverige infördes krav på uppehållstillstånd år 1927 för utlänningar som uppehöll sig permanent i landet.

## Historik
I Sverige infördes krav på uppehållstillstånd år 1927 för utlänningar som uppehöll sig permanent i landet. En föregångare, uppehållsbok, hade införts år 1918. Från 1954 togs kravet på uppehållstillstånd bort för nordiska medborgare, se Nordiska passunionen. 2006 togs kravet på uppehållstillstånd bort för EES-medborgare som i regel har Uppehållsrätt. För medborgare i Schweiz gäller avtalet EU-Schweiz om fri rörlighet för personer.[källa behövs]
Från och med 1980 fram till och med 2019 beviljade Migrationsverket ca 2,5 miljoner uppehållstillstånd (2549730) enligt offentlig tillståndsstatistik.

## Typer av uppehållstillstånd
Uppehållstillstånd kan ges genom familjeanknytning eller besök, för arbete eller studier samt till egna företagare. Asylsökande kan få uppehållstillstånd genom fem skäl: konventionsflykting, alternativt skyddsbehövande, skyddsbehövande i övrigt, synnerligen ömmande omständigheter eller som kvotflykting.
Uppehållstillstånd är antingen tillfälliga eller permanenta.
Av beviljade uppehållstillstånd på senare år har 30 % gällt arbetsinvandring (18 % EU/EES, 10 % gäststudenter och 2 % normal arbetsinvandring), 50 % gällt anhöriginvandring, och 20 % asyl (3 % kvotflyktingar, 1 % konventionsflyktingar, 2 % övriga skyddsbehövande, 14 % humanitära skäl).[källa behövs]

### Permanenta uppehållstillstånd
Permanenta uppehållstillstånd kan ges till: 
- Flyktingar alternativt skyddsbehövande enligt 5 kap 1 § UtlL.[6]
- Anhörig make om makarna bott samman utomlands.[7]
- Flykting som fått skyddsstatus i Sverige.[8]
- Person som beviljats ställning som varaktigt bosatt i Sverige.[9]
- Utlänning som under de senaste fem åren har haft uppehållstillstånd för arbete i sammanlagt fyra år.[10]
- Om det bedöms att utlänningens situation är sådan att synnerligen ömmande omständigheter föreligger.[11]

Den som har permanent uppehållstillstånd behöver inte betala den studieavgift som annars utgår till icke-europeiska freemover-studenter som läser vid svenska universitet och högskolor.

### Tidsbegränsat uppehållstillstånd
Tidsbegränsat uppehållstillstånd kan ges om det råder tveksamhet om uppehållstillstånd bör beviljas. Det tillfälliga uppehållstillståndet ger utläningen rätt att under den period som tillståndet anger åka in och stanna i Sverige, samt i andra Schengenländer i maximalt tre månader. Uppehållstillstånd som beviljats för sjukdom som är av övergående natur ska tidsbegränsas.

#### Vid arbetsinvandring
Vid arbetsinvandring ges tidsbegränsat uppehållstillstånd till arbetskraft som ett företag behöver samt om utlänningen ska bedriva näringsverksamhet. För näringsverksamhet gäller att han eller hon ha förmåga att bedriva den aktuella verksamheten. Detta innebär att:
- Sökanden måste visa reell förmåga att driva den aktuella rörelsen.
- Sökanden måste visa att inkomsterna från näringsverksamheten inom två år går att försörja sig på.
- Sökanden måste visa på inflytande över företagets verksamhet.
- Sökandens försörjning måste vara tryggad.
- Sökanden måste visa att han eller hon redan vid ankomsten till Sverige har egna medel att leva av, i vart fall det första året.
- Sökanden ska ha kunskaper i svenska eller engelska språket.[15]

#### Vid anhöriginvandring
Uppehållstillstånd kan även ges vid anhöriginvandring på grund av anknytning, såsom för en make eller sambo, för ett barn som adopterats eller som avses adopteras, eller för ett barn vars förälder är bosatt i eller har beviljats uppehållstillstånd för bosättning i Sverige. Uppehållstillstånd på grund av anknytning till en person får beviljas endast om den person som utlänningen åberopar anknytning till kan försörja sig och har en bostad av tillräcklig storlek och standard för sig och utlänningen. En utlänning som har beviljats ett tidsbegränsat uppehållstillstånd på grund av familjeanknytning får beviljas ett nytt tidsbegränsat eller permanent uppehållstillstånd på den grunden endast om förhållandet består. En utlänning som har familjeanknytning och som har haft tidsbegränsat uppehållstillstånd i två år får ges ett permanent uppehållstillstånd.
Enligt Riksrevisionens granskning år 2021 har Migrationsverkets och utlandsmyndigheters handläggning allvarliga brister när det gäller att säkerställa identiteten på den som söker uppehållstillstånd och ingen instans kontrollerar äktheten i den sökandes handlingar.

#### Vid asyl och liknande skäl
Personer som söker asyl kan få uppehållstillstånd efter prövning. Det finns några kategorier:
- Kvotflyktingar: Migrationsverket kan i samarbete med FN:s flyktingkommissarie UNHCR ge uppehållstillstånd till s.k. kvotflyktingar som befinner sig i internationella flyktingläger. I det här fallet ges uppehållstillståndet redan innan flyktingen kommer till Sverige.[21]
- Konventionsflykting: Personer som är förföljda i sitt hemland på grund av deras åsikt, språk, folkgrupp, religion, kön eller liknande. Det ska finnas välgrundad risk för fängelse, tortyr eller liknande av dessa skäl.[5]
- Alternativt skyddsbehövande: Personer som riskerar dödsstraff/tortyr från landets myndigheter, till exempel polisen, eller som civilperson löper en allvarlig risk att skadas på grund av väpnad konflikt.[5]
- Skyddsbehövande i övrigt: Personer som riskerar dödas i inbördeskrig eller liknande eller på grund av miljökatastrof. Det ska välkänt att sådant förekommer i landet, dessutom måste personen visa sin egen risk.[5]
- Synnerligen ömmande skäl (tidigare humanitära skäl): Personer som på exempelvis lider av en svår sjukdom.[5]